# Uroteuthis edulis
Uroteuthis edulis är en bläckfiskart som först beskrevs av William Evans Hoyle 1885.  Uroteuthis edulis ingår i släktet Uroteuthis och familjen kalmarer. Inga underarter finns listade i Catalogue of Life.